# Друга битва в Гельголандській бухті
Друга битва в Гельголандській бухті (англ. Second Battle of Heligoland Bight, нім. Zweites Seegefecht bei Helgoland) — морський бій британської та німецької ескадр у Гельголандській бухті, що стався 17 листопада 1917 року в роки Першої світової війни.

## Історія

### Передумови
З початку Першої світової війни Гельголандська бухта в силу свого географічного положення стала ареною активної мінної війни між флотами протиборчих сторін. Британський флот інтенсивно здійснював мінування в цих водах, намагаючись у такий спосіб по-перше, захистити свої морські торговельні шляхи, а по-друге, убезпечити дії бойових кораблів шляхом блокування маршрутів виходу німецьких підводних човнів і надводних кораблів у Північне море. Реалістичність такої загрози проілюстрував рейд німецьких крейсерів класу «Брюммер» 17 жовтня 1917 року: коли «Брюммер» та «Бремзе» несподівано для англійців на підступах до Лервіка провели зухвалий наліт на так званий «скандинавський конвой», потопивши два есмінці та 9 вантажних суден
Після розгрому поблизу Лервіка в Адміралтействі було обговорено кілька пропозицій з організації контрудару по німецьких тральщиках та ескортних кораблях. 31 жовтня британці відправили значні сили крейсерів і есмінців у Каттегат, що потопили озброєне торгове судно «Кронпринц Вільгельм» і дев'ять траулерів.
У свою чергу кайзерівський флот, прикриваючись легкими крейсерами та міноносцями, а іноді залучаючи навіть лінкори, вимушено проводив регулярні мінування на відстані до 150 миль (280 км) у Гельголандській бухті та в південній частині Балтійського моря, не допускаючи можливість безкарного прориву кораблів противника до головних своїх військово-морських баз на Північному морі. Однак, щільна установка мін і протичовнових сіток британцями за межами основних німецьких мінних рубежів між рифом Горнс Рев і Терсхеллінгом, поблизу баз флоту Відкритого моря (нім. Hochseeflotte), змусила Кайзерліхе провести інженерну розвідку британських мінних полів з метою пошуку шляхів через загородження в Північне море і назад. Кайзерівський флот проводив значні за розмахом операції із залученням великої кількості протимінних кораблів, тральщиків, а також есмінців, міноносців, підводних човнів і легких крейсерів, одночасно ці угруповання прикривалися з повітря цепелінами та гідролітаками.

### Початок операції
20 жовтня британські шифрувальники кімнати 40, що входять до складу Управління військово-морської розвідки Адміралтейства, розшифрували наказ підводному човну UB-61, яким визначалося провести розвідку північніше Бергена та знайти новий маршрут «скандинавського конвою». До того ж агентурна розвідка з Копенгагена повідомила про підготовку неминучої атаки німців за участю семи легких крейсерів і 36 есмінців. До 11 листопада британські легкі крейсери, есмінці та лінійні крейсери провели невдалу зачистку уздовж межі мінних полів у Гельголандській затоці. До середини листопада Адміралтейство отримало достатньо розвідувальних даних, щоб перехопити одну з великих німецьких операцій з мінного тралення, за умови, що кораблі, що базуються в Росайті, в Шотландії, зможуть вчасно відплисти. Адміралтейство вирішило розпочати наступальну операцію 17 листопада.
У свою чергу німецьке командування запланувало бойовий похід протимінних сил на 17 листопада 1917 року. Це угруповання під командування контрадмірала Людвіга фон Ройтера складалося з 2-ї та 6-ї допоміжних напівфлотилій тральщиків, 12-ї та 14-ї напівфлотилій есмінців, IV дивізіону проривачів блокади та легких крейсерів 6-ї мінної напівфлотилії. Лінійні кораблі типу «Кайзер», «Кайзер» та «Кайзерін» IV ескадри, мали діяти як ударна група прикриття протимінного угруповання. Лінкори повинні були досягти точки на захід від Гельголанда о 7:00 ранку, тоді як основні сили розмінування мали зустрітися в Гельголандській бухті приблизно на півдорозі між рифом Горнс Рев і Терсхеллінгом.
Завдяки радіоперехопленню фахівців кімнати 40 задум німецького командування на проведення розмінування був своєчасно розкритий британцями, що дозволило їх спланувати засідку. 16 листопада наказ на атаку на німецьку протимінну групу було надіслано адміралу серу Девіду Бітті, командувачу британського Великого флоту. 17 листопада 1917 року крейсерська група під керівництвом віцеадмірала Тревельяна Нейпіра вийшла на перехоплення німецьких тральщиків.

### Битва
О 7:30 ранку, приблизно за 65 миль (120 км) на захід від Зюльта, почався вогневий бій між кораблями супротивників. «Корейджес» першим побачив німецькі кораблі і о 7:37 відкрив вогонь. Німецький командувач адмірал Ройтер із чотирма легкими крейсерами та вісьмома есмінцями вирушив назустріч британським кораблям, щоб прикрити відхід тральщиків. Тральщики діяли чітко без суєти, обрубали трали і почали під прикриттям димової завіси, яку поставили крейсери та есмінці, відхід на схід. Не пощастило тільки озброєному траулеру «Кедінген», який стояв на якорі, служачи тимчасовим маяком для тральщиків. Не встигнувши знятися з якоря, він був захоплений британськими есмінцями: члени його екіпажу були взяті в полон, а сам траулер затоплений.
Бій перетворився на погоню, оскільки німецькі кораблі, вміло використовуючи димові завіси, відступили на південний схід на найкращій швидкості під вогнем крейсерських ескадр британського флоту. «Ріпалс» з 1-ї ескадри лінійних крейсерів приєднався до головних сил переслідувачів і на великій швидкості підійшов до місця стрілянини. Обом сторонам у своїх маневрах заважала наявність мінних полів.
Приблизно в той же час британські легкі крейсери потрапили під вогонь двох німецьких лінкорів «Кайзер» та «Кайзерін», які прийшли на підтримку кораблів фон Ройтера; «Каледон» був уражений 305-мм снарядом, який пошкодив гарматну башту. Незабаром після цього британські кораблі припинили погоню, досягнувши межі нових мінних полів, у яких вони не мали проходів. Стрілянина продовжувалася: через верхню бойову рубку легкого крейсера «Каліпсо» пройшов снаряд, загинув екіпаж бойової рубки та смертельно поранив капітана Герберта Едвардса на мостику та поранив штурмана, лейтенанта-командора М. Ф. Ф. Вільсона. Весь особовий склад на нижньому мостику загинув, а офіцер-навідник, лейтенант Г. Кларк взяв командування, що було ускладнено, оскільки снаряд також перебив усі електричні комунікації та вивів з ладу усі корабельні системи керування артилерійським вогнем. Близько 10:00 британський лінійний крейсер «Ріпалс» вступив у перестрілку, його снаряд влучив у німецький легкий крейсер «Кенігсберг», що спровокувало серйозну пожежу.

### Результати зіткнення
В цілому бій являв собою перестрілку на максимальній дальності основних кораблів, причому вогонь вели в основному з гармат головного калібру. Так, за час бою «Корейджес» випустив 92 381-мм снаряди, «Глорієс» — 57. Обидва крейсери випустили також 180 фугасних та 213 напівбронебійних 102-мм снарядів. Єдиного влучення 381-мм снарядом здобув «Корейджес», який вразив «Піллау». Низький відсоток влучень — 0,7 % — пояснюється граничною дальністю стрільби та поганими умовами спостереження. Легкі крейсери стріляли теж не найкращим чином. Загалом британські крейсери випустили 2 519 152-мм снарядів, і досягли лишень три влучення (0,12 %). «Ріпалс» випустив 54 381-мм снаряди, домігшись одного влучення. «Глорієс» отримав легке пошкодження лівої гармати башти «A». «Корейджес» не отримав пошкоджень. Обидва крейсери отримали в носовій частині пошкодження настилу палуби від дульних газів. Втрати англійського флоту становили близько 100 осіб.
Втрати німецького флоту склали: 21 убитий, 10 важко- та 30 легкопоранених. З «Кедінгена» було взято в полон 64 людини. 152-мм снаряд (можливо 102-мм) влучив у щит носової гармати правого борту «Кенігсберга», не спричинивши пошкоджень. 381-мм снаряд «Ріпалса» пробив три димові труби, і розірвався у вугільній ямі. Пожежа, що виникла, привела до виходу з ладу одного парового котла і падіння швидкості, за різними даними, до 17 або 20-24 вузлів. Крейсер «Піллау» дістав влучення 381-мм снаряда в щит носової гармати по лівому борту, який вивів артилерійську систему з ладу.

## Склад протиборчих сил

### Королівський ВМФ Великої Британії
- 1-ша крейсерська ескадра (контрадмірал Тревельян Нейпір)
  - лінійні крейсери «Корейджес» і «Глорієс»
  - есмінці 13-ї флотилії есмінців «Урса», «Нерісса», «Арчін», «Емпайр»
- 6-та ескадра легких крейсерів (контрадмірал Едвін Александер-Сінклер)
  - легкі крейсери «Кардіфф», «Сіерез», «Каліпсо», «Карадок»
  - есмінці 13-ї флотилії есмінців «Валентайн», «Вім'єра», «Ванквішер», «Віемент»
- 1-ша ескадра легких крейсерів (комодор Волтер Коуен)
  - легкі крейсери «Каледон», «Галатея», «Інконстант», «Рояліст»
  - есмінці 13-ї флотилії есмінців «Вендета», «Медвей»
- від 1-ї ескадри лінійних крейсерів (контрадмірал Річард Філімор)
  - лінійний крейсер «Ріпалс»

Решта сил, що перебували поблизу місця бою, але участі не брали
- 1-ша ескадра лінійних крейсерів (віцеадмірал Вільям Крістофер Пакенгем)
  - лінійні крейсери «Лайон», «Нью Зіланд», «Принцес Роял», «Тайгер»
  - легкий крейсер «Чемпіон»
  - есмінці 13-ї флотилії есмінців «Вердан», «Телемахус», «Оріана», «Непін», «Обд'юрейт», «Тристрам», «Пітард», «Тауер»
- 1-ша ескадра лінійних кораблів (віцеадмірал Чарльз Мадден)
  - лінійні кораблі «Рівендж», «Роял Оак», «Резолюшн», «Емперор оф Індіа», «Бенбоу», «Канада»
  - есмінці 13-ї флотилії есмінців «Ноубл», «Нонсач», «Нейпір», «Пенн», «Паладин», «Місчіф», «Саумарез», «Валгалла», «Принс», «Мюнстер», «Нарборо»

### Імператорські військово-морські сили Німеччини
- 2-га скаутська група (контрадмірал Людвіг фон Ройтер)
  - легкі крейсери «Кенігсберг», «Піллау», «Франкфурт», «Нюрнберг»
  - 7-ма флотилія міноносців S62, G87
    - 14-та напівфлотилія міноносців G92, G93, V83
    - 12-та напівфлотилія міноносців V43, V44, V45
- Тральщики
  - 6-та напівфлотилія тральщиків M66, M7, A36, T74, M53, M4, M3, M1
  - 4-та напівфлотилія допоміжних тральщиків A63 A68, A69, A74, A41, A52
  - 2-га напівфлотилія допоміжних тральщиків (перероблені риболовні судна)
  - 6-та напівфлотилія допоміжних тральщиків (перероблені риболовні судна)
  - 4-та група проривачів блокади (2 судна)
  - група S озброєні траулери Fritz Reuter і Kehdingen
- Загін 4-ї бойової ескадри (капітан-цур-зее Курт Грассгоф)
  - Лінійні кораблі типу «Кайзер», «Кайзер» та «Кайзерін»
    - протичовновий ескорт міноносці S18, S24

Решта сил, що перебували поблизу місця бою, але участі не брали
- лінійні кораблі «Фрідріх дер Гроссе», «Кеніг Альберт», лінійні крейсери «Гінденбург», «Мольтке»